# Caroline Denervaud
 (mai 2021).
La mise en forme du texte ne suit pas les recommandations de Wikipédia : il faut le « wikifier ».
Les points d'amélioration suivants sont les cas les plus fréquents. Le détail des points à revoir est peut-être précisé sur la page de discussion.
- Les titres sont pré-formatés par le logiciel. Ils ne sont ni en capitales, ni en gras.
- Le texte ne doit pas être écrit en capitales (les noms de famille non plus), ni en gras, ni en italique, ni en « petit »…
- Le gras n'est utilisé que pour surligner le titre de l'article dans l'introduction, une seule fois.
- L'italique est rarement utilisé : mots en langue étrangère, titres d'œuvres, noms de bateaux, etc.
- Les citations ne sont pas en italique mais en corps de texte normal. Elles sont entourées par des guillemets français : « et ».
- Les listes à puces sont à éviter, des paragraphes rédigés étant largement préférés. Les tableaux sont à réserver à la présentation de données structurées (résultats, etc.).
- Les appels de note de bas de page (petits chiffres en exposant, introduits par l'outil «  Source ») sont à placer entre la fin de phrase et le point final[comme ça].
- Les liens internes (vers d'autres articles de Wikipédia) sont à choisir avec parcimonie. Créez des liens vers des articles approfondissant le sujet. Les termes génériques sans rapport avec le sujet sont à éviter, ainsi que les répétitions de liens vers un même terme.
- Les liens externes sont à placer uniquement dans une section « Liens externes », à la fin de l'article. Ces liens sont à choisir avec parcimonie suivant les règles définies. Si un lien sert de source à l'article, son insertion dans le texte est à faire par les notes de bas de page.
- La présentation des références doit suivre les conventions bibliographiques. Il est recommandé d'utiliser les modèles {{Ouvrage}}, {{Chapitre}}, {{Article}}, {{Lien web}} et/ou {{Bibliographie}}. Le mode d'édition visuel peut mettre en forme automatiquement les références.
- Insérer une infobox (cadre d'informations à droite) n'est pas obligatoire pour parachever la mise en page.

Pour une aide détaillée, merci de consulter Aide:Wikification.
Si vous pensez que ces points ont été résolus, vous pouvez retirer ce bandeau et améliorer la mise en forme d'un autre article.
Caroline Denervaud, née à Lausanne, en 1978, est une artiste plasticienne et danseuse suisse qui vit et pratique actuellement à Paris.

## Biographie
Caroline Denervaud étudie la danse et la chorégraphie au Laban Centre à Londres. Après un accident, elle décide de se former aux Beaux-Arts de Paris, avant d'entrer au Studio Berçot pour y étudier les arts plastiques et le stylisme,. Décrivant son style comme « poétique, joueur, parfois risqué, un peu naïf, spontané, sans doute assez abstrait », l'artiste commence à montrer son travail au public sur Instagram, préférant l'anonymat d'un pseudo.
Affirmant sa filiation avec la danseuse Pina Bausch, Caroline Denervaud effectue un stage aux côtés de la chorégraphe Anne Teresa de Keersmaeker. Parmi ses figures tutélaires, des années 1920-1930 à la fin des années 1950, elle cite Picasso, les artistes du groupe Dada, ou encore la nouvelle école du Paris d'après-guerre, dont Serge Poliakoff ou Maurice Estève. Son rapport aux arts plastiques se retrouve dans des performances dansées, où l'artiste associe mouvement spontané, dessin et peinture,.

« Mon travail porte sur une quête d’équilibre, la recherche d’une stabilité instable. Libéré de toute pensée, seul le langage du corps s’exprime à travers une peinture en mouvement. 
Le geste balance de l’intrinsèque à l’extrinsèque. Le rythme crée la ligne et forme les possibilités visuelles, jouant sur la tension ou le lâcher-prise, la lenteur ou la rapidité, dans un espace-temps restreint. 
Cette performance auto-filmée délivre une Trace, complétée ou non plus tard à la caséine. 
Des compositions abstraites construites dans un jeu d'équilibre, de formes et de couleurs, qui narrent une histoire cachée. Un ressenti fixé sur le papier. »

— Caroline Denervaud
Outre les grandes toiles, les peintures à la caséine sont de plus petit format, parfois accompagnées de collages, dans lesquelles l’impulsion vient d'abord d’une structure brièvement tracée sur le papier, qui fait ensuite coexister harmonieusement des formes dans l’espace final,. L'improvisation tient une place majeure dans la recherche artistique de l'artiste, à travers son propre langage corporel, qui la conduit à tracer une ligne témoin de sa libre expression.

## Expositions et collaborations
- 2016 : Instagram Takeover, Musée du Jeu de Paume, Paris
- 2016 : Galerie Nord (dessins), Lille
- 2017 : commande pour l’hôtel Les Roches Rouges, Saint-Raphaël
- 2019 : Draw Art Fair, Saatchi Gallery, Londres
- 2021 : Fugue, Galerie Double V, Paris et Marseille[10],[11]